# 12月28日
12月28日（じゅうにがつにじゅうはちにち）は、グレゴリオ暦で年始から362日目（閏年では363日目）にあたり、年末まであと3日ある。

## できごと

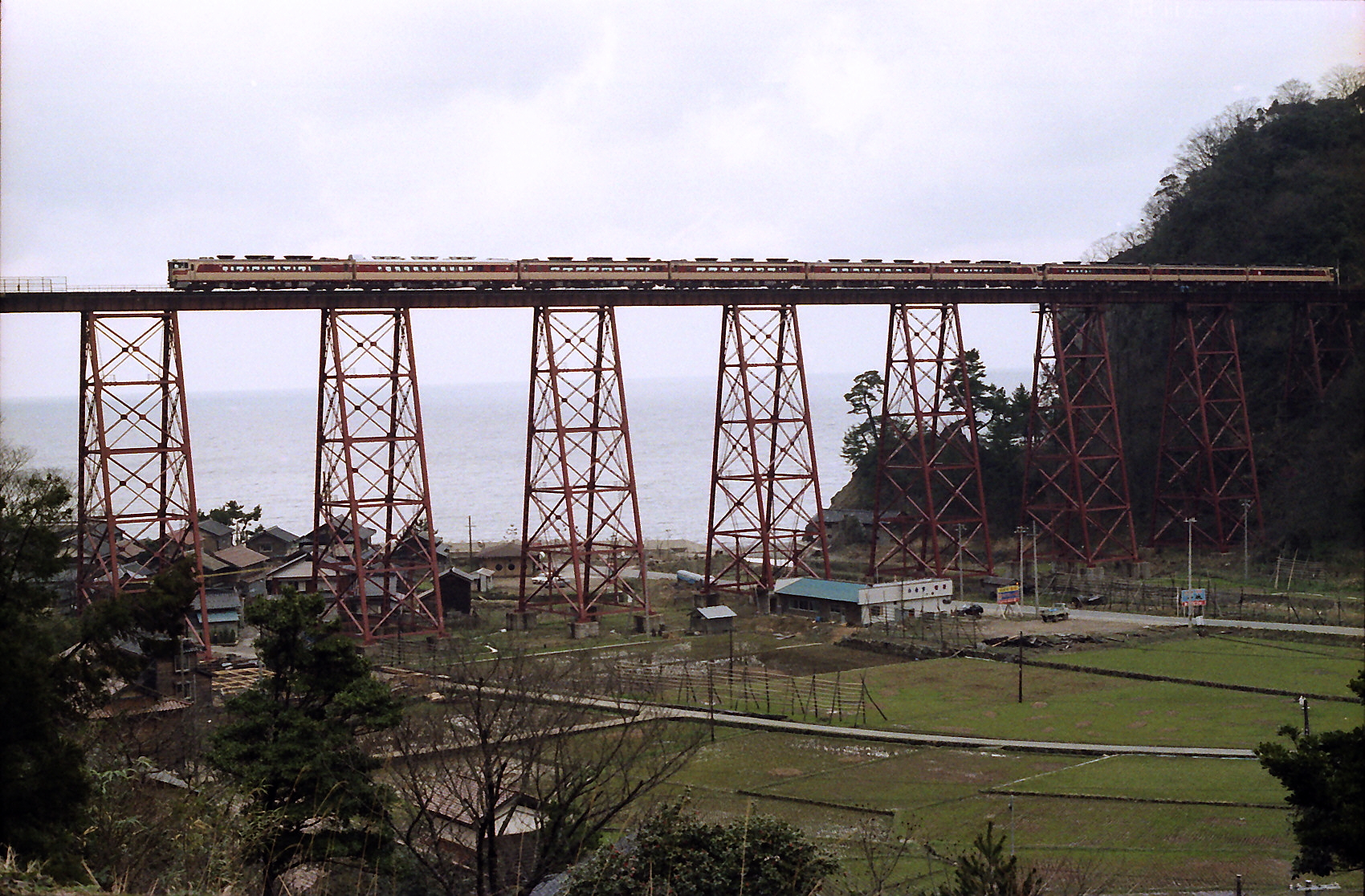
餘部鉄橋列車転落事故(1986)(写真は事故現場を走るキハ82系)

- 1065年 - ロンドンのウェストミンスター寺院が竣工し、聖別される。
- 1321年（元亨元年12月28日） - 後醍醐天皇が、後宇多法皇の院政を廃して親政を敷く。
- 1767年 - タイのトンブリー王朝初代国王タークシンが戴冠。
- 1832年 - アメリカ合衆国副大統領ジョン・カルフーンが上院議員に転出するため、史上初めて副大統領を辞任。
- 1836年 - スペインがサンタマリア・カラトラバ条約（英語版）に調印し、メキシコの独立を承認。これによりメキシコは、主権を宣言したスペインの最初の植民地になる[1]。
- 1846年 - アイオワ準州が州に昇格し、アメリカ合衆国29番目の州・アイオワ州となる。
- 1857年 - アロー戦争: 広州の戦いはじまる。
- 1885年 - イギリス領インド帝国でインド国民会議結成。
- 1888年 - 文部省がすべての学校に対し、毎年4月に生徒の活力検査（身体検査）を実施するよう訓令する[2]。
- 1890年 - ウンデット・ニーの虐殺 スー族インディアンのバンドに対して、米軍の第7騎兵連隊が行った民族浄化。
- 1895年 - パリでリュミエール兄弟がシネマトグラフを初めて商業公開。
- 1908年 - メッシーナ地震。地震と津波で死者推定8万2000人。
- 1912年 - サンフランシスコ市営鉄道が発足。
- 1925年 - 東京大角力協会が財団法人に改組し、大日本相撲協会（現 日本相撲協会）を設立[3]。
- 1934年 - 宮城県松島湾で東北帝国大学と第二高等学校のボートが遭難。ボート部員10人が死亡日外アソシエーツ編集部 編『日本災害史事典 1868-2009』日外アソシエーツ、2010年9月27日、42頁。ISBN 9784816922749。。
- 1941年 - 「ターニャの日記」の最初のページが書かれる。
- 1945年 - 旧宗教団体法を廃止し、勅令「宗教法人令」を公布・施行。
- 1950年 - 日本輸出入銀行（国際協力銀行の前身の一つ）が発足。
- 1963年 - 旧国鉄通勤型電車の主力となった、103系がデビュー。
- 1964年 - 京都タワー展望室が開業[4]。
- 1965年 - 国鉄が、全車指定席の新幹線および在来線特急の1・2等車に対し、立席特急券の発売を開始。
- 1972年 - 北朝鮮で前日に制定された新憲法に基づき、金日成が新設の国家主席に就任。
- 1973年 - アメリカで絶滅の危機に瀕する種の保存に関する法律施行。
- 1974年 - 雇用保険法公布。
- 1986年 - 余部鉄橋列車転落事故: 鉄橋を通過中の香住発浜坂行きの下り回送列車が、日本海からの突風を受けて転落し、直下の水産加工場などを直撃。車掌と水産加工場の従業員5人の計6人が死亡。従業員と水産加工場の従業員計6人が重傷を負った[5]。
- 1989年 - ニューカッスル地震: マグニチュード5.6の地震が発生し、死者13人、160人以上の負傷者が発生[6]。
- 1994年 - 三陸はるか沖地震: 三陸はるか沖を震源とするマグニチュード7.5の地震が発生。青森県を中心に、3人が死亡、788人が負傷、家屋損壊は9,522棟。また、約76,000軒で停電、42,000軒で断水被害[7]。
- 1994年 - 自衛隊ルワンダ難民救援派遣が終了。
- 1995年 - 前日の新進党党首選挙で羽田孜を破った小沢一郎が第2代党首に就任。
- 2009年 - 小学館より発行されていた少女漫画誌『ChuChu』ならびに児童雑誌『小学六年生』が休刊。
- 2012年 - 松井秀喜が現役引退を表明する。
- 2015年 - 日本の外相岸田文雄と韓国外相の尹炳世が、日本軍慰安婦問題で「最終的かつ不可逆的に解決」として合意[8]。
- 2020年 - 同年10月16日に公開された映画『劇場版「鬼滅の刃」無限列車編』の興行収入が324億円を突破。『千と千尋の神隠し』の約316億円を更新し、歴代1位の興行収入を記録した[9]。
- 2024年 - ロシアのウラジーミル・プーチン大統領が12月25日のカザフスタンのアゼルバイジャン機墜落事故について、ロシアの防空システムによる誤射があったことを示唆する内容をアゼルバイジャンのイルハム・アリエフ大統領に電話会談で伝え、謝罪する。

## 誕生日

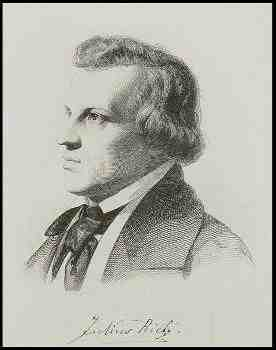
ドイツの指揮者、チェリスト、作曲家ユリウス・リーツ(1812-1877)誕生。

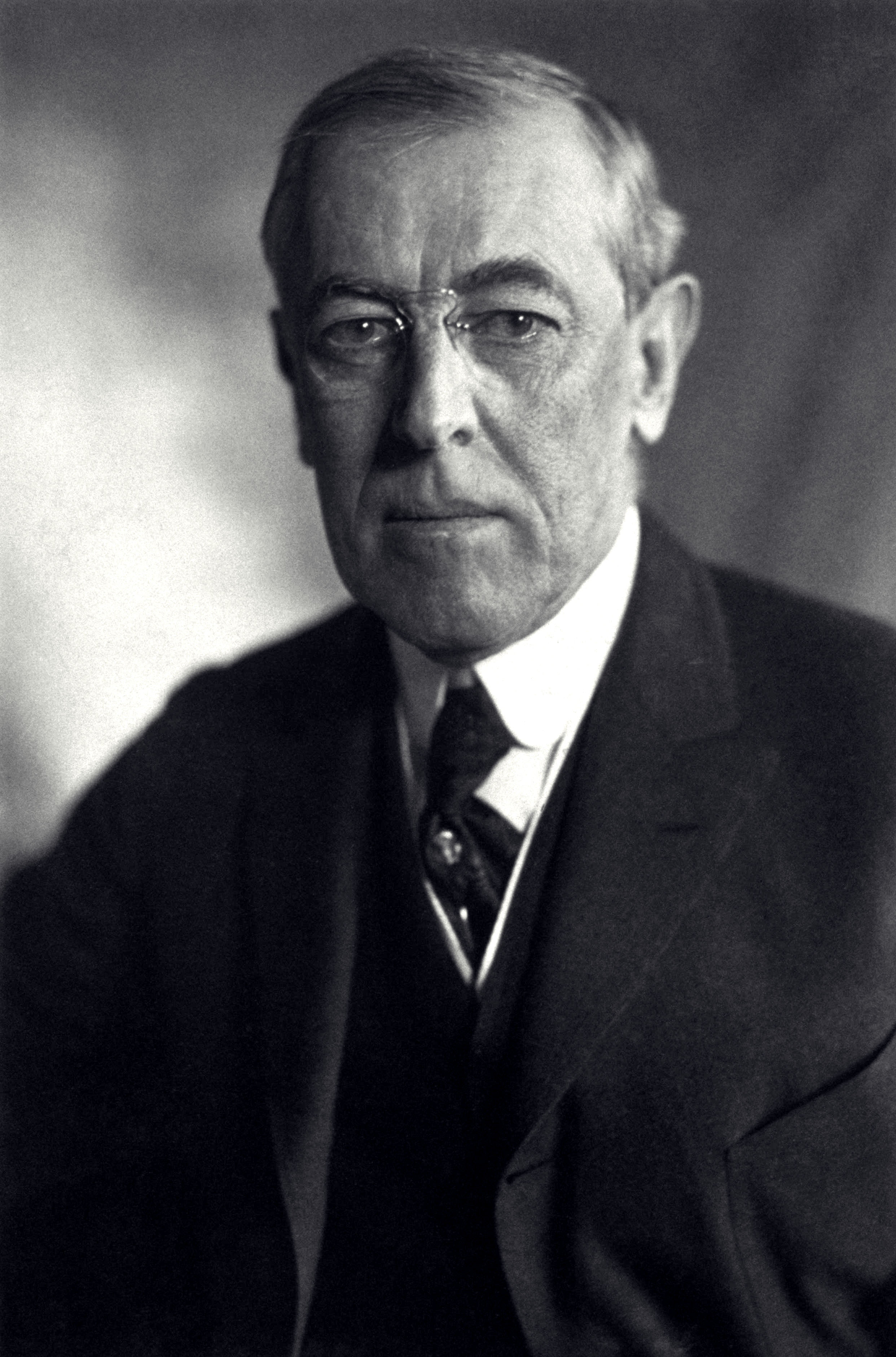
第28代アメリカ合衆国大統領ウッドロウ・ウィルソン(1856-1924)誕生。国際連盟創設へ貢献し、ノーベル平和賞を受賞した。

俳優、歌手石原裕次郎(1934-1987)誕生。

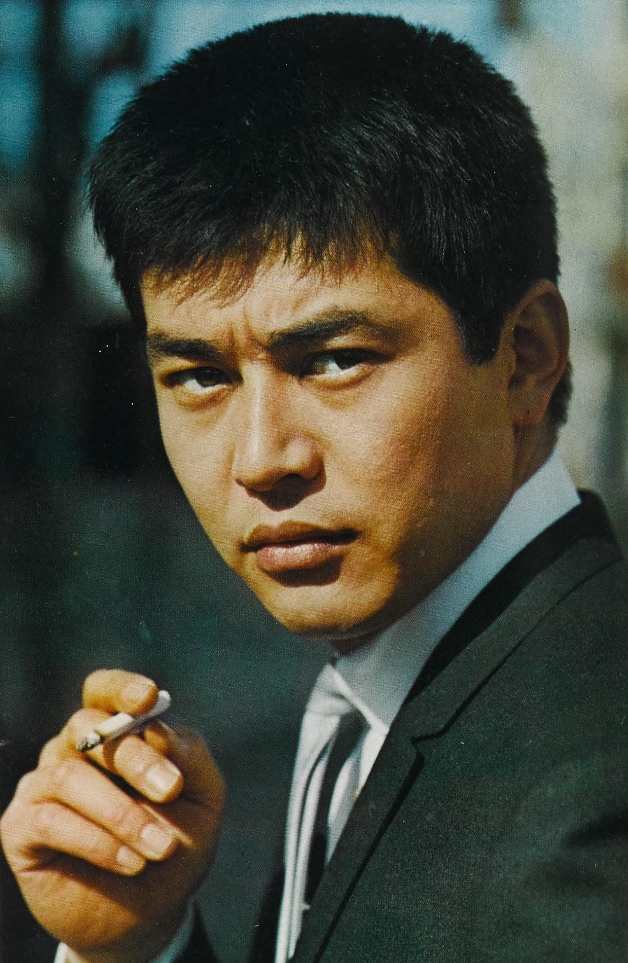
俳優渡哲也(1941-2020)誕生。

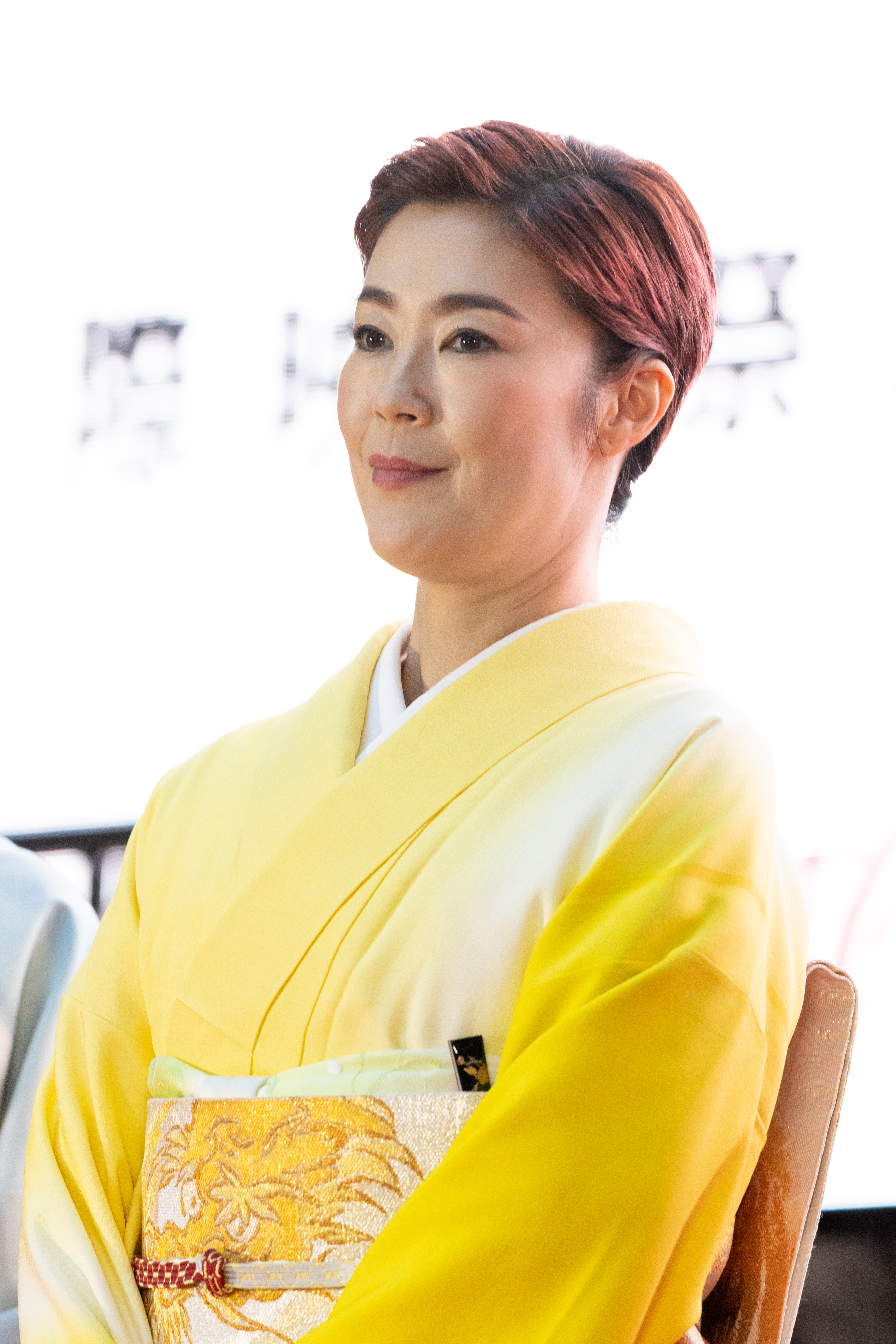
女優寺島しのぶ(1972-)誕生。

- 1164年（長寛2年11月14日） - 六条天皇、第79代天皇（+ 1176年）
- 1720年 （享保5年11月29日） - 松平頼済、第6代府中藩主（+ 1784年）
- 1728年 （享保13年11月28日） - 牧野惟成、第5代田辺藩主（+ 1783年）
- 1789年 - トマス・ユーイング、第14代アメリカ合衆国財務長官、初代アメリカ合衆国内務長官（+ 1871年）
- 1793年 （寛政5年11月26日） - 黒田直侯、第6代久留里藩主（+ 1850年）
- 1812年 - ユリウス・リーツ、指揮者、チェリスト、作曲家（+ 1877年）
- 1851年 （嘉永4年12月6日） - 堀田正倫、第6代佐倉藩主・伯爵（+ 1911年）
- 1856年 - ウッドロウ・ウィルソン、第28代アメリカ合衆国大統領（+ 1924年）
- 1858年 - リッカルド・ベリ、画家（+ 1919年）
- 1860年（万延元年11月17日） - 郡司成忠、海軍軍人、探検家（+ 1924年）
- 1865年 - フェリックス・ヴァロットン、画家（+ 1925年）
- 1874年 - 田澤稲舟、小説家（+ 1896年）
- 1878年 - ウィリアム・ミッチェル、軍人（+ 1936年）
- 1880年 - 川崎克、政治家（+ 1949年）
- 1881年 - 森恪、政治家（+ 1932年）
- 1882年 - 倉橋惣三、教育者（+ 1955年）
- 1882年 - アーサー・エディントン、天文学者（+ 1944年）
- 1882年 - リリー・エルベ、画家、イラストレータ (+ 1931年)
- 1885年 - ウラジーミル・タトリン、画家、彫刻家、建築家、デザイナー、舞台美術家（+ 1953年）
- 1891年 - 石田幹之助、歴史学者、東洋学者（+ 1974年）
- 1892年 - 邦枝完二、小説家（+ 1956年）
- 1900年 - カール・フォン・ガラグリ、ヴァイオリニスト、指揮者（+ 1984年）
- 1900年 - 久保栄、劇作家、演出家（+ 1958年）
- 1900年 - テッド・ライオンズ、元プロ野球選手（+ 1986年）
- 1901年 - 田中不破三、官僚、政治家（+ 1994年）
- 1902年 - 井植歳男、三洋電機創業者（+ 1969年）
- 1903年 - ジョン・フォン・ノイマン、数学者（+ 1957年）
- 1904年 - 堀辰雄、作家（+ 1953年）
- 1908年 - フェリシア・ブルメンタール、ピアニスト（+ 1991年）
- 1914年 - 上原げんと、作曲家（+ 1965年）
- 1914年 - ポップス・ステイプルズ、ミュージシャン（+ 2000年）
- 1916年 - 伊藤健太郎、元プロ野球選手（+ 1944年）
- 1919年 - 茂山千作 (4世)、狂言師（+ 2013年）
- 1922年 - スタン・リー、漫画家 （+ 2018年）
- 1923年 - ヨーゼフ・ハシッド、ヴァイオリニスト（+ 1950年）
- 1932年 - 勝股康行、銀行家、元七十七銀行頭取
- 1932年 - ニシェル・ニコルズ、女優（+ 2022年）
- 1932年 - ディルバイ・アンバニ、実業家、リライアンス・インダストリーズ創業者（+ 2002年）
- 1932年 - マヌエル・プイグ、作家（+ 1990年）
- 1934年 - 石原裕次郎、俳優 、歌手 ※戸籍上の生年月日は1935年1月3日（+ 1987年）
- 1934年 - マギー・スミス、女優（+ 2024年）
- 1934年 - アラスター・グレイ、小説家、画家、詩人、劇作家（+ 2019年）
- 1934年 - 相生千恵子、女優、声優（+ 2013年）
- 1934年 - 山下登、元プロ野球選手（+ 1976年）
- 1935年 - 松尾聰、実業家、元カルビー代表取締役社長（+2020年）
- 1936年 - 添島義和、歯科医師（+2010年）
- 1937年 - ラタン・タタ、実業家、タタ・グループ会長（+ 2024年）
- 1938年 - 高屋俊夫、元プロ野球選手
- 1938年 - チャールズ・ネヴィル、サクソフォーン奏者（+ 2018年）
- 1941年 - 渡哲也、俳優（+ 2020年）
- 1942年 - 市田忠義、政治家
- 1943年 - リチャード・ホワイトリー（英語版）、司会者、ジャーナリスト（+ 2005年）
- 1944年 - キャリー・マリス、化学者（+ 2019年）
- 1946年 - マイク・ビーブ、政治家、弁護士
- 1949年 - 北村薫、作家
- 1949年 - 佐々木恭介、元プロ野球選手、監督
- 1949年 - 辻博司、元プロ野球選手
- 1953年 - リチャード・クレイダーマン、ピアニスト
- 1953年 - 藤波辰爾、プロレスラー
- 1953年 - シクスト・レスカーノ、元プロ野球選手
- 1954年 - デンゼル・ワシントン、俳優
- 1955年 - 村木厚子、元厚生労働省事務次官
- 1956年 - ナイジェル・ケネディ、ヴァイオリニスト
- 1957年 - 当山ひとみ、歌手
- 1957年 - イー・トンシン、俳優、映画監督
- 1958年 - 藤山直美、女優
- 1958年 - 中村欣一郎、政治家、三重県鳥羽市長
- 1959年 - 武田美穂、絵本作家、イラストレーター、児童文学作家
- 1959年 - 黒木真由美、女優
- 1959年 - 友利正、元プロボクサー
- 1960年 - 渡部潤一、天文学者
- 1960年 - 一ノ矢充、元大相撲力士
- 1960年 - 森下申一、サッカー選手、指導者
- 1961年 - 吉田学、官僚
- 1962年 - ミシェル・ペトルチアーニ、ジャズピアニスト（+ 1999年）
- 1964年 - 山口香、柔道指導者、元柔道選手
- 1964年 - 結城恭介、小説家
- 1965年 - 越後和男、元サッカー選手、指導者
- 1966年 - 高井麻巳子、元歌手、元タレント（元おニャン子クラブ）
- 1966年 - トータス松本、歌手、俳優（ウルフルズ）
- 1967年 - 高井美紀、アナウンサー（+ 2023年）
- 1968年 - 星出彰彦、宇宙飛行士
- 1968年 - 亀井猛斗、元プロ野球選手
- 1968年 - 田野めぐみ、声優
- 1969年 - リーナス・トーバルズ、Linuxカーネル開発者
- 1969年 - ロドニー・ペドラザ、元プロ野球選手
- 1969年 - 井上嘉浩、元オウム真理教幹部、元死刑囚（+ 2018年）
- 1970年 - 雨宮塔子、フリーアナウンサー
- 1970年 - 富永美樹、フリーアナウンサー
- 1970年 - 細川和彦、プロゴルファー
- 1970年 - 山原和敏、元プロ野球選手
- 1971年 - 北田暁大、社会学者
- 1971年 - 豊嶋真千子、声優
- 1971年 - フランク・セペ（英語版）、ボディビルダー
- 1971年 - ベニー・アグバヤニ、元プロ野球選手
- 1971年 - メルビン・ニエベス、元プロ野球選手
- 1972年 - 寺島しのぶ、女優
- 1972年 - 大隅智子、気象予報士、防災士
- 1972年 - 加藤えり、フリーアナウンサー
- 1972年 - 三宅藤九郎 (10世)、狂言師
- 1972年 - スパコン・ギッスワーン、俳優
- 1972年 - ロベルト・パラシオス（英語版）、元サッカー選手
- 1972年 - アダム・ビナティエリ、アメリカンフットボール選手
- 1973年 - 朝比奈まり、タレント、グラビアアイドル
- 1973年 - 小牧芽美[10]、女優
- 1973年 - 桜木駿、AV男優
- 1973年 - セス・マイヤーズ、俳優、コメディアン
- 1973年 - イツ・ポストマ（英語版）、元スピードスケート選手
- 1974年 - 海老川兼武、メカニックデザイナー
- 1974年 - ロブ・ニーダーマイヤー（英語版）、アイスホッケー選手
- 1975年 - 村井かずさ、声優
- 1975年 - 山口隆行、声優
- 1975年 - 北浜健介、将棋棋士
- 1975年 - 玉ノ国光国、元大相撲力士
- 1975年 - B・J・ライアン、元プロ野球選手
- 1976年 - 重野なおき、4コマ漫画家
- 1976年 - 福原忍、元プロ野球選手
- 1976年 - 井戸伸年、元プロ野球選手
- 1978年 - ジョン・レジェンド、ソウルミュージック歌手
- 1979年 - 太田芳文、ハンドボール選手
- 1979年 - 高橋梨香、競輪選手
- 1979年 - 永沢たかし、お笑い芸人（磁石）
- 1979年 - 倉持茜、元AV女優
- 1979年 - ビル・ホール、元プロ野球選手
- 1979年 - ジェームズ・ブレーク、テニス選手
- 1979年 - ダニエル・フォルファン（英語版）、スキージャンプ選手
- 1979年 - クラウディア・プレサカン（英語版）、体操選手
- 1979年 - ビー・タイト（英語版）、ラッパー
- 1980年 - 村田修一、元プロ野球選手
- 1980年 - ヴァネッサ・フェルリト、女優
- 1980年 - ロマノ・ルア＝ルア、サッカー選手
- 1981年 - 鈴木幸二、俳優、声優
- 1981年 - ハリド・ブラールズ、元サッカー選手
- 1981年 - ミカ・ヴァイリネン、サッカー選手
- 1981年 - シエナ・ミラー、モデル、女優、ファッションデザイナー
- 1982年 - 瀬戸洋祐、お笑い芸人（スマイル）
- 1982年 - 椎名千里、フィギュアスケート選手
- 1982年 - セドリック・ベンソン（英語版）、元アメリカンフットボール選手 （+ 2019年）
- 1983年 - 中村藍子、プロテニス選手
- 1983年 - 賀軍翔、俳優
- 1984年 - 今成佳奈、シンガーソングライター
- 1984年 - 大西暁子、ファッションモデル、タレント
- 1984年 - 稲田直樹、お笑い芸人（アインシュタイン）
- 1984年 - 吉本大、お笑い芸人（ダイタク）
- 1984年 - 吉本拓、お笑い芸人（ダイタク）
- 1984年 - 新崎真倫、ジャーナリスト、元アナウンサー
- 1984年 - 岩﨑達郎、元プロ野球選手
- 1984年 - 增菘瑋、プロ野球選手
- 1984年 - リロイ・リタ、サッカー選手
- 1984年 - TEEDA、ミュージシャン（BACK-ON）
- 1984年 - キンバリー・ミックル、陸上競技選手
- 1985年 - 江波戸ミロ、元女優
- 1986年 - 石田スイ、漫画家
- 1986年 - 和田兼輔、競艇選手
- 1986年 - 高橋良太、元サッカー選手
- 1986年 - トム・ハドルストーン、サッカー選手
- 1986年 - Aimmy、歌手（樹海）
- 1987年 - 室たつき、タレント
- 1987年 - 岡田唯、元歌手、元タレント（元美勇伝）
- 1987年 - 真野淳子、元レースクイーン、元タレント、元モデル
- 1987年 - 山根有人、元ラグビー選手
- 1987年 - トーマス・ポールソン、フィギュアスケート選手
- 1988年 - 倉里麻未、グラビアアイドル
- 1988年 - 桐江杏奈、声優、女優
- 1988年 - 豊田裕也、元俳優
- 1989年 - 實川風、ピアニスト
- 1989年 - 臼井理恵、元サッカー選手
- 1989年 - 森本華江、元サッカー選手
- 1989年 - マッケンジー・ロスマン（英語版）、女優
- 1990年 - 鎌田章吾、歌手
- 1990年 - 藤井翼、陸上選手
- 1990年 - 平野又三、サッカー選手
- 1990年 - デヴィッド・アーチュレッタ、歌手
- 1990年 - マルコス・アロンソ・メンドーサ、サッカー選手
- 1990年 - アエレ・アブシェロ、陸上選手
- 1991年 - 大家志津香、タレント（元AKB48）
- 1991年 - 副島萌生、NHKアナウンサー
- 1991年 - 高野圭佑、元プロ野球選手
- 1992年 - 数原龍友、ボーカル、パフォーマー （GENERATIONS from EXILE TRIBE）
- 1992年 - 吉田菫、ミュージシャン（SILENT SIREN）
- 1992年 - 河原成幸、プロレスラー
- 1993年 - 新川優愛、女優、ファッションモデル
- 1993年 - 松村龍之介、俳優
- 1993年 - 三浦優奈、タレント、キャスター
- 1993年 - 京川舞、サッカー選手
- 1993年 - 石塚弘章、ラグビー選手
- 1993年 - 越田勝利、元ラグビー選手
- 1994年 - 志村玲那、女優、歌手（元キグルミ）
- 1994年 - 前田憂佳、元歌手、元アイドル（元スマイレージ）
- 1994年 - 左澤優、元プロ野球選手
- 1994年 - ロベルト・ラモス、プロ野球選手
- 1995年 - 宇賀神メグ、アナウンサー
- 1995年 - 萩原京平、総合格闘家
- 1996年 - 藤田奈那、女優、元アイドル（元AKB48）
- 1996年 - 吉本実憂[11]、女優、元アイドル（元X21）
- 1996年 - 大山海、漫画家
- 1997年 - 片岡尚之、プロゴルファー
- 1997年 - 横山楓、プロ野球選手
- 1998年 - 鈴木茜音、女優、モデル
- 1998年 - 架乃ゆら、元AV女優、タレント
- 1998年 - 加藤蓮、サッカー選手
- 1998年 - 猫はるな、プロレスラー
- 1999年 - 小西聖也、バスケットボール選手
- 1999年 - 加藤蓮、サッカー選手
- 1999年 - 前田星奈[12]、モデル、レースクイーン
- 2000年 - ハナエモンスター、アイドル（元豆柴の大群）
- 2000年 - 宮川愛李[13]、歌手
- 2000年 - 佐久間乃愛、ファッションモデル
- 2000年 - 萩尾匡也、プロ野球選手
- 2001年 - 田中龍馬、柔道家
- 2001年 - 滝田一希、プロ野球選手
- 2003年 - 鈴木恋奈、アイドル（SKE48）
- 2005年 - 前川佑、俳優
- 生年不詳 - 華宮あいり、俳優、宝塚歌劇団卒業生
- 生年不詳 - 紫門ゆりや、俳優、宝塚歌劇団花組
- 生年不詳 - 大清水さち、漫画家
- 生年不詳 - 下山田綾華、声優
- 生年不詳 - 藤本彩花[14]、声優
- 生年不詳 - 中島千晶、アナウンサー

## 忌日

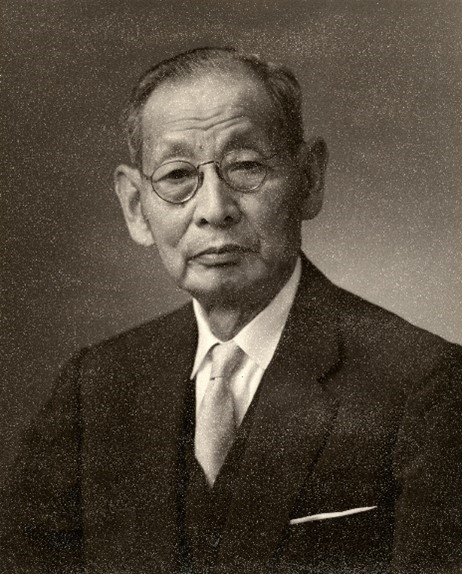
カルピス生みの親三島海雲(1878-1974)没。

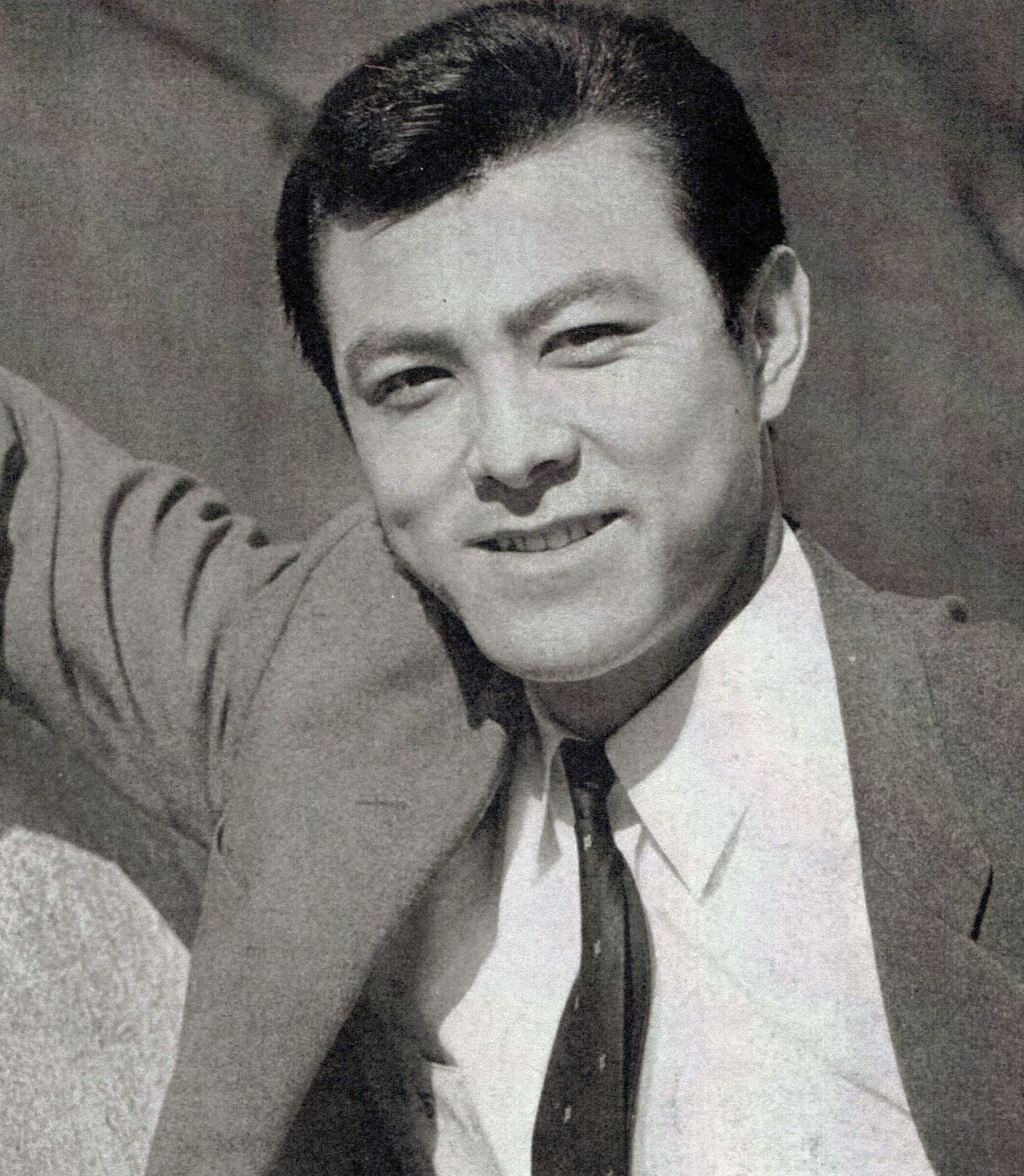
俳優田宮二郎(1878-1974)没。年に1度は必ず訪問するほど英国ロンドンを愛していた。

- 1367年（正平22年/貞治6年12月7日） - 足利義詮、室町幕府第2代将軍（* 1330年）
- 1503年 - ピエロ・ディ・ロレンツォ・デ・メディチ、フィレンツェ共和国の指導者（* 1472年）
- 1561年（永禄4年11月22日） - 長野業正、戦国武将（* 1491年）
- 1570年（元亀元年11月21日） - 織田信興、戦国武将
- 1582年（天正10年12月4日） - 土岐頼芸、美濃国の戦国大名（* 1502年）
- 1622年 - フランシスコ・サレジオ、カトリック教会の聖人（* 1567年）
- 1663年 - フランチェスコ・マリア・グリマルディ、数学者、物理学者（* 1618年）
- 1694年 - メアリー2世、イングランド女王（* 1662年）
- 1703年 - ムスタファ2世、オスマン帝国のスルターン（* 1664年）
- 1728年（享保13年11月28日） - 一平安代、刀工（* 1680年）
- 1736年 - アントニオ・カルダーラ、作曲家（* 1670年）
- 1772年（安永元年12月5日）- 浄岸院、島津継豊の継室（* 1705年）
- 1850年 - ハインリッヒ・シューマッハ、天文学者（* 1780年）
- 1863年（文久3年11月18日） - 坂東三津五郎 (4代目)、歌舞伎役者（* 1800年）
- 1892年 - 山本覚馬、会津藩士、教育者（* 1828年）
- 1903年 - ジョージ・ギッシング、小説家（* 1857年）
- 1916年 - エドゥアルト・シュトラウス1世、作曲家、指揮者（* 1835年）
- 1919年 - ヨハネス・リュードベリ、物理学者（* 1854年）
- 1924年 - レオン・バクスト、画家、舞台美術家（* 1866年）
- 1932年 - マルコム・ホイットマン、テニス選手（* 1877年）
- 1934年 - 安達峰一郎、外交官、常設国際司法裁判所所長（* 1869年）
- 1937年 - モーリス・ラヴェル、作曲家（* 1875年）
- 1938年 - 益田孝、実業家、中外物価新報（日本経済新聞）創業者（* 1848年）
- 1938年 - 坂東彦三郎 (6代目)、歌舞伎役者（* 1886年）
- 1945年 - セオドア・ドライサー、小説家（* 1871年）
- 1946年 - エリー・ナーデルマン、彫刻家（* 1882年）
- 1947年 - ヴィットーリオ・エマヌエーレ3世、イタリア王（* 1869年）
- 1949年 - ジャック・ラブロック、陸上競技選手（* 1910年）
- 1950年 - マックス・ベックマン、画家（* 1884年）
- 1955年 - 3代目柳亭市馬、落語家（* 1902年）
- 1959年 - アンテ・パヴェリッチ、クロアチア独立国の指導者（* 1889年）
- 1963年 - パウル・ヒンデミット、作曲家（* 1895年）
- 1963年 - ジョゼフ・マリオッコ、マフィアのボス（* 1898年）
- 1968年 - 北村サヨ（大神様）、宗教家、天照皇大神宮教教祖（* 1900年）
- 1971年 - マックス・スタイナー、作曲家（* 1888年）
- 1971年 - 飯野矢住代、1968年ミス・ユニバース日本代表（* 1950年）
- 1974年 - 三島海雲、実業家、カルピス創業者（* 1878年）
- 1974年 - 高木卓、小説家（* 1907年）
- 1976年 - 伊波南哲、詩人（* 1902年）
- 1976年 - フレディ・キング、ブルースギタリスト（* 1934年）
- 1977年 - 呉茂一、西洋古典学者（* 1897年）
- 1978年 - 田宮二郎、俳優（* 1935年）
- 1980年 - 等松農夫蔵、監査法人トーマツ創業者（* 1896年）
- 1981年 - 横溝正史、推理作家（* 1902年）
- 1982年 - 岸田森、俳優（* 1939年）
- 1983年 - デニス・ウィルソン、ロックドラマー（ザ・ビーチ・ボーイズ）（* 1944年）
- 1984年 - 糸居五郎、元ニッポン放送アナウンサー、日本のDJの元祖（* 1921年）
- 1984年 - サム・ペキンパー、映画監督（* 1925年）
- 1986年 - 佐々木孝丸、俳優、プロレタリア作家、演出家（* 1898年）
- 1989年 - ヘルマン・オーベルト、ロケット技術者（* 1894年）
- 1990年 - 久松静児、映画監督（* 1912年）
- 1991年 - カサンドラ・ハリス、女優、ボンドガール（* 1952年）
- 1992年 - 清水達夫、雑誌編集者、マガジンハウス創業者（* 1913年）
- 1992年 - サル・マグリー、元プロ野球選手（* 1917年）
- 1996年 - 青井舒一、実業家、第11代東芝社長（* 1926年）
- 1997年 - 嵯峨信之、詩人（* 1902年）
- 1998年 - 坪内寿夫、実業家（* 1914年）
- 1998年 - ロバート・ローゼン、理論生物学者（* 1934年）
- 1999年 - 簑原宏、元プロ野球選手（* 1929年）
- 2000年 - 斎藤十一、編集者、出版人（* 1914年）
- 2002年 - アルベール・シャンボン、外交官、文筆家（* 1909年）
- 2002年 - 松浦功、官僚、政治家、第63代法務大臣（* 1923年）
- 2002年 - 蔵原惟繕、映画監督（* 1927年）
- 2002年 - 安西郷子、女優（* 1934年）
- 2004年 - 今村泰二、動物学者、ミズダニ研究の世界的権威（* 1913年）
- 2004年 - スーザン・ソンタグ、作家（* 1933年）
- 2005年 - 大泉源郎、政治家、2代目北海道苫小牧市長（* 1910年）
- 2005年 - 永谷嘉男、実業家、永谷園創業者（* 1923年）
- 2006年 - 安部幸明、作曲家、京都市立芸術大学名誉教授（* 1911年）
- 2007年 - 嵯峨逸平、実業家（* 1927年）
- 2007年 - 服部幸雄、歌舞伎研究家（* 1932年）
- 2007年 - アイディン・ニックハ・バーラミ、バスケットボール選手（* 1982年）
- 2008年 - 野村義一、政治家、元北海道ウタリ協会理事長（* 1914年）
- 2008年 - 竹林進、映画監督、演出家（* 1930年）
- 2009年 - デイヴィッド・シンガー、国際政治学者（* 1925年）
- 2009年 - 中村照人、政治家、元山梨県山梨市長（* 1949年）
- 2009年 - ザ・レヴ、ドラマー（* 1981年）
- 2010年 - 高峰秀子、女優（* 1924年）
- 2010年 - 竜鉄也、歌手（* 1936年）
- 2010年 - ベニー・ブリスコ、ボクサー（* 1943年）
- 2011年 - 桜井哲夫、詩人（* 1924年）
- 2011年 - 内藤陳、俳優（* 1936年）
- 2011年 - 杉原輝雄、プロゴルファー（* 1937年）
- 2012年 - 岡本敦郎、歌手（* 1924年）
- 2012年 - 門脇卓爾、哲学者、学習院大学名誉教授（* 1925年）
- 2012年 - ビル・ドロモ、プロレスラー（* 1937年）
- 2012年 - エミリオ・チャレス・ジュニア、プロレスラー（* 1956年）
- 2013年 - 紀野一義、仏教学者、宗教家（* 1922年）
- 2013年 - 小林充、刑事法学者、弁護士、裁判官、元仙台高等裁判所長官（* 1934年）
- 2014年 - 鈴木生朗、脚本家（* 1926年）
- 2014年 - レオポルド・フェデリコ、バンドネオン奏者、指揮者、作曲家（* 1927年）
- 2015年 - 梅本純正、官僚、初代環境事務次官、元武田薬品工業社長（* 1919年）
- 2015年 - 中川幸次、エコノミスト、元野村総合研究所社長（* 1920年）
- 2015年 - 坂井光夫、物理学者、第4代東京大学原子核研究所所長、東京大学名誉教授（* 1921年）
- 2015年 - 佐藤由須計、国際法学者、中央大学名誉教授（* 1922年）
- 2015年 - 藤原房雄、政治家（* 1929年）
- 2015年 - レミー・キルミスター、ミュージシャン（モーターヘッド）（* 1945年）
- 2015年 - 君塚栄治、自衛官、第33代陸上幕僚長（* 1952年）
- 2015年 - イアン・マードック、ソフトウェアエンジニア（* 1973年）
- 2016年 - デビー・レイノルズ、女優、歌手（* 1932年）
- 2016年 - ピエール・バルー、音楽家、俳優（* 1934年）
- 2017年 - スー・グラフトン、推理作家（* 1940年）
- 2017年 - 真屋順子、女優（* 1942年）
- 2018年 - シェフ・シャガリ、政治家、第6代ナイジェリア大統領（* 1925年）
- 2018年 - 亀田良一、政治家、元広島県尾道市長（* 1927年）
- 2018年 - アモス・オズ、作家、ジャーナリスト（* 1939年）
- 2018年 - 高梨英夫、野球選手（* 1942年）
- 2018年 - 藤田淑子、声優（* 1950年）
- 2019年 - 神津友好、放送演芸作家（* 1925年）
- 2020年 - 鈴木登紀子、料理研究家（* 1924年）
- 2020年 - 森川倶志、バンドネオン奏者（* 1936年）
- 2020年 - 浜口末男、カトリック教会聖職者（* 1948年）
- 2020年 - パウル＝ハインツ・ディートリヒ、作曲家（* 1930年）
- 2020年 - フー・ツォン、ピアニスト（* 1934年）
- 2020年 - アルマンド・マンサネーロ、作曲家、歌手（* 1935年）
- 2021年 - 三郎、大相撲呼出（* 1927年）
- 2021年 - ジョン・マッデン、アメリカンフットボール指導者、プロフットボール殿堂（* 1936年）
- 2021年 - ハリー・リード、政治家（* 1939年）
- 2021年 - ウーゴ・マラドーナ、サッカー選手（* 1969年）
- 2021年 - ニコライ・シルショフ、サッカー選手（* 1974年）
- 2022年 - 磯崎新、建築家（* 1931年）
- 2022年 - 藤井旭、イラストレーター、天体写真家（* 1941年）
- 2022年 - 沼田宏文、バスケットボール選手、指導者（* 1951年）
- 2022年 - 井坂善行、ジャーナリスト、政治家、元大阪府和泉市長（* 1955年）
- 2022年 - 由寧、ミュージシャン（* 生年不詳）
- 2023年 - 大下勝正、政治家、元東京都町田市長（* 1927年）
- 2023年 - 横山欣司、アナウンサー（* 1935年）
- 2023年 - 下田智久、厚生労働技官、医師（* 1944年）
- 2023年 - ヴィジャヤカーント、俳優、政治家（* 1952年）
- 2023年 - フアン・カルロス・プリード、プロ野球選手（* 1971年）
- 2024年 - マーティン・カープラス、理論化学者、ハーバード大学名誉教授、ノーベル化学賞受賞者（* 1930年）
- 2024年 - バール・フィリップス、ジャズ・ベーシスト（* 1934年）
- 2024年 - 加護野忠男、経営学者、神戸大学名誉教授（* 1947年）

### 人物以外(動物など)
- 2015年 - フジキセキ、競走馬（* 1992年）

## 記念日・年中行事
- 官公庁御用納め・仕事納め（ 日本）
1873年から、公務員による官公庁の仕事は、12月29日から翌1月3日までを休暇とすることが法で定められており、28日が仕事納め(例:東京都庁や大阪府庁など)となる(翌12月29日～1月3日までは、年末年始閉庁の期間に入る)。通常は12月28日であるが、土・日曜日の場合は直前の金曜日となる。1869年から改暦前までは旧12月29日(年によっては大晦日)から旧1月3日まであった。
- 多くの地域ではこの日に鏡餅をつく。（ 日本）
- ディスクジョッキーの日（ 日本）
日本で最初の本格的なディスクジョッキーとして活躍した糸居五郎を称え、DJ界の発展を願い、ラヂオプレスの上野修が制定。日付は糸井氏の命日1984年12月28日に由来[15]。
- 身体検査の日（ 日本）
1888年のこの日、文部省（現・文部科学省）がすべての学校に生徒の身体検査の実施を訓令した。
- シネマトグラフの日
1895年のこの日、パリでリュミエール兄弟が発明した世界初の映画であるシネマトグラフの初の商業公開が行われた。
- 幼子殉教者の記念日 (Childmas, Innocents' Day)（カトリック教会）
イエス・キリスト誕生の3日後、ヘロデ王はベツレヘム周辺の2歳以下の男の子を全て殺害するように命令した。キリストの身代わりとして罪なく殺された幼な子のためにミサが行われる。
- 納め不動（ 日本）
  - 不動明王の年内最後の縁日。